# Phorbia trinitatis
Phorbia trinitatis är en tvåvingeart som beskrevs av Griffiths 1996. Phorbia trinitatis ingår i släktet Phorbia och familjen blomsterflugor.
Artens utbredningsområde är British Columbia. Inga underarter finns listade i Catalogue of Life.